# Чернобровов, Николай Васильевич
Николай Васильевич Чернобровов — инженер-энергетик, лауреат государственных премий.

## Биография
Родился 20.11.1906 г.
Окончил электротехнический факультет МВТУ в 1930 г.
С 01.07.1932 г. работал в Мосэнерго: инженер, с 1939 г. зам. начальника ЦСЗ по станциям, с 1946 по 1953 г. начальник Центральной службы защиты, с 1959 по 1982 г заместитель главного инженера Мосэнерго по электротехнической части.
Член партии с декабря 1945 г. Кандидат технических наук (1963). С 1960 г. преподавал в ВЗПИ.
Сталинская премия 1951 года — за участие в автоматизации и телемеханизации Московской энергосистемы.
Ленинская премия 1964 года — за участие в создании комплексного устройства релейной защиты и автоматики линий дальних электропередач сверх высоких напряжений.
Заслуженный энергетик РСФСР (21.02.1975). Награждён орденами «Знак Почёта», Трудового Красного Знамени, медалями, в том числе «За оборону Москвы», «За доблестный труд в Великой Отечественной войне».
Сочинения:
- Релейная защита [Текст] : [Учеб. пособие для энерг. и энерго-строит. техникумов]. — 5-е изд., перераб. — Москва : Энергия, 1974. — 679 с. : ил.; 22 см.
- Релейная защита энергетических систем [Текст] : Учеб. пособие для энергет. спец. сред. проф. учеб. заведений / Н. В. Чернобровов, В. А. Семенов. — Москва : Энергоатомиздат, 1998. — 798 с. : ил.; 23 см; ISBN 5-283-010031-7